# Софийско земетресение (1917)
Вижте пояснителната страница за други значения на Софийско земетресение.
Софийското земетресение е земетресение с епицентър в околностите на град София (42°42′ с. ш. 23°20′ и. д. / 42.7° с. ш. 23.333333° и. д.), чийто основен трус е в 20:58 местно време на 17 октомври 1917 година. Това е най-тежкото земетресение в София през 20 век.
Интензивността на основния трус се оценява на VII-VIII степен по скалата на Медведев-Шпонхойер-Карник (МШК), като достига максималните стойности в сравнително ограничен район в центъра на София и в Подуене. Според различни оценки дълбочината на хипоцентъра е между 4,4 и 10 km. Магнитудът на земетресението се оценява на 5,24.
Земетресението не предизвиква човешки жертви. При много сгради се появяват пукнатини в стените или в мазилките. Отделни сгради са по-тежко засегнати – с паднали комини и цели стени. Най-тежки са пораженията в района между църквата Свети Седмочисленици и Народното събрание, където много сгради са негодни за използване и се налага да бъдат сериозно ремонтирани. Сред тях е и тогавашната сграда на Министерския съвет на улица „6-и септември“.